# Ernest Chesneau

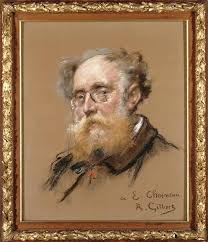
Ernest Chesneau

Ernest-Alfred Chesneau (* 9. April 1833 in Rouen; † 21. Februar 1890 in Paris) war ein französischer Kunsthistoriker und Kunstkritiker.

## Biographie
Nach vierjähriger Dienstzeit im 2. Husarenregiment gab Chesneau seine militärische Laufbahn auf. Damit trat er nicht in die Fußstapfen seines Vaters Édouard, der als Oberstleutnant der Nationalgarde und stellvertretender Richter am Zivilgericht Karriere gemacht hatte. Von Sainte-Beuve empfohlen, der ein besonderes Interesse an ihm hatte, kam er von Rouen nach Paris und wurde dort dem Generaldirektor der Museen, Émilien de Nieuwerkerke, vorgestellt. Dieser schätzte Chesneau sehr, führte ihn in den Salon der Prinzessin Mathilde ein und war sogar Taufpate eines seiner Kinder.
Da Chesneau, möglicherweise durch seine Zeit bei der Zeitschrift Revue européenne oder durch seine Tätigkeit als Kunstkritiker und die damit verbundenen Kontakte zur Kunstverwaltung, zu einem überzeugten Bonapartisten geworden war, wurde er zehn Jahre lang mit der Verfassung von Pressemitteilungen der Kunstdirektion betraut. Er war außerdem für jegliche Art von Berichten und Korrespondenz zwischen der Kunstdirektion und den Zeitungen verantwortlich, weshalb die Journalisten die kleinen Artikel, die aus der Verwaltung stammten, schließlich nur noch „Ernestine“ nannten. Trotz seiner großen Familie und der damit verbundenen Last gelang es Chesneau, der bei der Arbeit sehr gewissenhaft war, sich in diesem ungewöhnlichen Metier eine akzeptable Position und ein ausreichendes Einkommen zu sichern. In seiner Zeit galt Chesneau als guter Kritiker, der die zeitgenössischen realistischen und romantischen Strömungen unterstützte. Nach dem Untergang des Zweiten Kaiserreichs wurde sein Leben nicht einfacher, dennoch blieb Chesneau seinen Gönnern treu.
Im Jahr 1869 hielt er die Grabrede für den Landschaftsmaler Paul Huet. In seiner Rede sagte er, dass die Landschaftsmalerei vor Paul Huet „eine dekorative Kunst war, eine Kunst akademischer Kombinationen; er hat sie zu einer Kunst der Leidenschaft, zu einer heroischen Kunst gemacht.“
Sein Landsmann und Freund aus Rouen, Jules Levallois, der ehemalige Sekretär von Sainte-Beuve, widmete ihm einige Seiten in seinen Memoiren.

## Werke
- mit Alfred Robaut, L'Œuvre complet d'Eugène Delacroix : peintures, dessins, gravures, lithographies, sur us.archive.org, Paris, Charavay, 1855 ;
- Le Mouvement moderne en peinture. Decamps, Paris, Panckoucke, 1861 ;
- La Peinture française au XIXe siècle : les chefs d’école, Paris, Didier, 1862 ;
- L’Art dans les résidences impériales. Compiègne, Paris, E. Panckoucke, 1863 ;
- L’Art et les artistes modernes en France et en Angleterre, Paris, Didier, 1864 ;
- Mme de La Vallière (1644–1710), Paris, Blaisot, 1864 ;
- Les Nations rivales dans l’art : peinture, sculpture ; L’art japonais ; De l’Influence des expositions internationales sur l’avenir de l’art, Paris, Didier, 1868 ;
- Notice sur G. Régamey, Paris, Librairie de l’art, 1879, 1 vol. (53 p.) : fig. ; gr. in-8o ;
- Peintres et statuaires romantiques, Paris, Charavay frères, 1880 ;
- L'Éducation de l'artiste, Paris, Charavay frères, 1880 ;
- Constant Dutilleux, 1807–1865, Paris, 1880, in-8o ;
- Le Statuaire J.-B. Carpeaux : sa vie et son œuvre, Paris, A. Quentin, 1880, in-8o, VIII-286 p., pl., fig. et portrait.